# Gran Premio de Alemania de Motociclismo de 2006
El Gran Premio de Alemania de Motociclismo de 2006 fue la décima prueba del Campeonato del Mundo de Motociclismo de 2006. Tuvo lugar en el fin de semana del 14 al 16 de julio de 2006 en Sachsenring, situado en Hohenstein-Ernstthal, Sajonia, Alemania. La carrera de MotoGP fue ganada por Valentino Rossi, seguido de Marco Melandri y Nicky Hayden. Yuki Takahashi ganó la prueba de 250cc, por delante de Alex de Angelis y Jorge Lorenzo. La carrera de 125cc fue ganada por Mattia Pasini, Álvaro Bautista fue segundo y Lukáš Pešek tercero.

## Resultados MotoGP
| Pos             | N.º | Piloto             | Constructor | Vueltas | Tiempo/Retirado | Parrilla | Puntos |
| --------------- | --- | ------------------ | ----------- | ------- | --------------- | -------- | ------ |
| 1               | 46  | Valentino Rossi    | Yamaha      | 30      | +41:59.248      | 10       | 25     |
| 2               | 33  | Marco Melandri     | Honda       | 30      | +0.145          | 6        | 20     |
| 3               | 69  | Nicky Hayden       | Honda       | 30      | +0.266          | 3        | 16     |
| 4               | 26  | Dani Pedrosa       | Honda       | 30      | +0.307          | 1        | 13     |
| 5               | 65  | Loris Capirossi    | Ducati      | 30      | +8.764          | 5        | 11     |
| 6               | 56  | Shinya Nakano      | Kawasaki    | 30      | +9.147          | 4        | 10     |
| 7               | 71  | Chris Vermeulen    | Suzuki      | 30      | +16.608         | 13       | 9      |
| 8               | 15  | Sete Gibernau      | Ducati      | 30      | +16.648         | 7        | 8      |
| 9               | 7   | Carlos Checa       | Yamaha      | 30      | +17.097         | 11       | 7      |
| 10              | 21  | John Hopkins       | Suzuki      | 30      | +17.786         | 8        | 6      |
| 11              | 24  | Toni Elías         | Honda       | 30      | +27.425         | 15       | 5      |
| 12              | 5   | Colin Edwards      | Yamaha      | 30      | +29.308         | 14       | 4      |
| 13              | 77  | James Ellison      | Yamaha      | 30      | +1:02.029       | 17       | 3      |
| 14              | 30  | José Luis Cardoso  | Ducati      | 30      | +1:19.997       | 18       | 2      |
| Ret             | 17  | Randy de Puniet    | Kawasaki    | 12      | Retirado        | 12       |        |
| Ret             | 6   | Makoto Tamada      | Honda       | 10      | Caída           | 9        |        |
| Ret             | 10  | Kenny Roberts, Jr. | KR212V      | 10      | Caída           | 2        |        |
| Ret             | 66  | Alex Hofmann       | Ducati      | 2       | Retirado        | 16       |        |
| DNS             | 27  | Casey Stoner       | Honda       |         |                 |          |        |
| Reporte Oficial |     |                    |             |         |                 |          |        |

## Resultados 250cc
| Pos.            | N.º | Piloto              | Constructor | Vueltas | Tiempo/Retirado | Parrilla | Puntos |
| --------------- | --- | ------------------- | ----------- | ------- | --------------- | -------- | ------ |
| 1               | 55  | Yuki Takahashi      | Honda       | 29      | 41:30.350       | 2        | 25     |
| 2               | 7   | Alex de Angelis     | Aprilia     | 29      | +0.058          | 5        | 20     |
| 3               | 48  | Jorge Lorenzo       | Aprilia     | 29      | +1.013          | 1        | 16     |
| 4               | 34  | Andrea Dovizioso    | Honda       | 29      | +4.021          | 8        | 13     |
| 5               | 80  | Héctor Barberá      | Aprilia     | 29      | +9.384          | 3        | 11     |
| 6               | 15  | Roberto Locatelli   | Aprilia     | 29      | +19.242         | 4        | 10     |
| 7               | 14  | Anthony West        | Aprilia     | 29      | +26.457         | 7        | 9      |
| 8               | 4   | Hiroshi Aoyama      | KTM         | 29      | +26.607         | 6        | 8      |
| 9               | 73  | Shuhei Aoyama       | Honda       | 29      | +26.741         | 10       | 7      |
| 10              | 50  | Sylvain Guintoli    | Aprilia     | 29      | +30.621         | 11       | 6      |
| 11              | 25  | Alex Baldolini      | Aprilia     | 29      | +44.754         | 12       | 5      |
| 12              | 9   | Franco Battaini     | Aprilia     | 29      | +45.063         | 18       | 4      |
| 13              | 54  | Manuel Poggiali     | KTM         | 29      | +48.793         | 13       | 3      |
| 14              | 96  | Jakub Smrž          | Aprilia     | 29      | +52.317         | 15       | 2      |
| 15              | 42  | Aleix Espargaró     | Honda       | 29      | +52.369         | 19       | 1      |
| 16              | 28  | Dirk Heidolf        | Aprilia     | 29      | +52.577         | 14       |        |
| 17              | 37  | Fabricio Perren     | Honda       | 29      | +1:00.025       | 20       |        |
| 18              | 16  | Jules Cluzel        | Aprilia     | 29      | +1:12.090       | 25       |        |
| 19              | 45  | Dan Linfoot         | Honda       | 28      | +1 vuelta       | 23       |        |
| 20              | 24  | Jordi Carchano      | Aprilia     | 28      | +1 vuelta       | 21       |        |
| 21              | 22  | Luca Morelli        | Aprilia     | 28      | +1 vuelta       | 26       |        |
| 22              | 78  | Meik Kevin Minnerop | Honda       | 28      | +1 vuelta       | 30       |        |
| 23              | 17  | Franz Aschenbrenner | Honda       | 28      | +1 vuelta       | 29       |        |
| Ret             | 67  | Nicklas Cajback     | Aprilia     | 21      | Retirado        | 27       |        |
| Ret             | 58  | Marco Simoncelli    | Gilera      | 14      | Caída           | 9        |        |
| Ret             | 21  | Arnaud Vincent      | Honda       | 11      | Retirado        | 24       |        |
| Ret             | 79  | Andreas Mårtensson  | Aprilia     | 7       | Caída           | 28       |        |
| Ret             | 36  | Martín Cárdenas     | Honda       | 5       | Caída           | 16       |        |
| Ret             | 23  | Arturo Tizón        | Honda       | 4       | Retirado        | 17       |        |
| Ret             | 8   | Andrea Ballerini    | Aprilia     | 3       | Caída           | 22       |        |
| WD              | 85  | Alessio Palumbo     | Aprilia     |         | Withdrew        |          |        |
| Reporte Oficial |     |                     |             |         |                 |          |        |

## Resultados 125cc
| Pos             | N.º | Piloto                   | Constructor | Vueltas | Tiempo/Retirado | Parrilla | Puntos |
| --------------- | --- | ------------------------ | ----------- | ------- | --------------- | -------- | ------ |
| 1               | 75  | Mattia Pasini            | Aprilia     | 27      | 39:44.091       | 3        | 25     |
| 2               | 19  | Álvaro Bautista          | Aprilia     | 27      | +0.010          | 2        | 20     |
| 3               | 52  | Lukáš Pešek              | Derbi       | 27      | +0.111          | 1        | 16     |
| 4               | 55  | Héctor Faubel            | Aprilia     | 27      | +9.298          | 10       | 13     |
| 5               | 24  | Simone Corsi             | Gilera      | 27      | +9.372          | 9        | 11     |
| 6               | 1   | Thomas Lüthi             | Honda       | 27      | +10.570         | 13       | 10     |
| 7               | 18  | Nicolás Terol            | Derbi       | 27      | +11.835         | 5        | 9      |
| 8               | 36  | Mika Kallio              | KTM         | 27      | +11.905         | 4        | 8      |
| 9               | 6   | Joan Olivé               | Aprilia     | 27      | +26.017         | 16       | 7      |
| 10              | 33  | Sergio Gadea             | Aprilia     | 27      | +26.172         | 12       | 6      |
| 11              | 32  | Fabrizio Lai             | Honda       | 27      | +26.361         | 6        | 5      |
| 12              | 38  | Bradley Smith            | Honda       | 27      | +26.389         | 14       | 4      |
| 13              | 11  | Sandro Cortese           | Honda       | 27      | +26.480         | 11       | 3      |
| 14              | 14  | Gábor Talmácsi           | Honda       | 27      | +26.606         | 7        | 2      |
| 15              | 71  | Tomoyoshi Koyama         | Malaguti    | 27      | +27.068         | 15       | 1      |
| 16              | 54  | Randy Krummenacher       | KTM         | 27      | 27.192          | 21       |        |
| 17              | 8   | Lorenzo Zanetti          | Aprilia     | 27      | +46.145         | 23       |        |
| 18              | 17  | Stefan Bradl             | KTM         | 27      | +46.201         | 18       |        |
| 19              | 95  | Georg Fröhlich           | Honda       | 27      | +56.274         | 28       |        |
| 20              | 35  | Raffaele De Rosa         | Aprilia     | 27      | +56.549         | 25       |        |
| 21              | 26  | Vincent Braillard        | Aprilia     | 27      | +56.782         | 31       |        |
| 22              | 12  | Federico Sandi           | Aprilia     | 27      | +57.073         | 27       |        |
| 23              | 15  | Michele Pirro            | Aprilia     | 27      | +57.474         | 22       |        |
| 24              | 29  | Andrea Iannone           | Aprilia     | 27      | +57.707         | 20       |        |
| 25              | 7   | Alexis Masbou            | Malaguti    | 27      | +1:04.698       | 37       |        |
| 26              | 16  | Michele Conti            | Honda       | 27      | +1:04.793       | 32       |        |
| 27              | 45  | Imre Tóth                | Aprilia     | 27      | +1:07.754       | 19       |        |
| 28              | 43  | Manuel Hernández         | Aprilia     | 27      | +1:17.323       | 30       |        |
| 29              | 23  | Lorenzo Baroni           | Honda       | 27      | +1:17.507       | 26       |        |
| 30              | 21  | Mateo Túnez              | Aprilia     | 27      | +1:20.583       | 29       |        |
| 31              | 34  | Esteve Rabat             | Honda       | 27      | +1:24.772       | 39       |        |
| 32              | 98  | Toni Wirsing             | Honda       | 26      | +1 vuelta       | 42       |        |
| Ret             | 61  | Robin Lässer             | KTM         | 17      | Retirado        | 36       |        |
| Ret             | 44  | Karel Abraham            | Aprilia     | 16      | Retirado        | 33       |        |
| Ret             | 13  | Dino Lombardi            | Aprilia     | 13      | Retirado        | 41       |        |
| Ret             | 37  | Joey Litjens             | Honda       | 11      | Retirado        | 38       |        |
| Ret             | 22  | Pablo Nieto              | Aprilia     | 9       | Retirado        | 8        |        |
| Ret             | 83  | Clément Dunikowski       | Honda       | 7       | Retirado        | 40       |        |
| Ret             | 53  | Simone Grotzkyj          | Aprilia     | 6       | Caída           | 35       |        |
| Ret             | 72  | Eric Hübsch              | Aprilia     | 5       | Retirado        | 34       |        |
| Ret             | 20  | Roberto Tamburini        | Aprilia     | 4       | Caída           | 24       |        |
| Ret             | 10  | Ángel Rodríguez Campillo | Aprilia     | 1       | Retirado        | 17       |        |
| DNS             | 97  | Joshua Sommer            | Aprilia     |         |                 |          |        |
| Reporte Oficial |     |                          |             |         |                 |          |        |